# Antoni Wroniecki (pilot)
Antoni Wroniecki (ur. 13 czerwca 1895 w Poznaniu, zm. 17 marca 1941 w Blackpool, w Wielkiej Brytanii ) – major pilot Wojska Polskiego i Polskich Sił Powietrznych w Wielkiej Brytanii.

## Życiorys
W czasie I wojny światowej służył w lotnictwie Cesarstwa Niemieckiego Luftstreitkräfte. 14 kwietnia 1918, w czasie służby w eskadrze myśliwskiej Jasta 64, przeleciał na stronę zajmowaną przez wojska francuskie i w czasie lądowania został zestrzelony przez amerykańskich pilotów Campbella i Wilsona. Po powrocie do zdrowia został przyjęty do nowo tworzonego lotnictwa polskiego przy Armii Polskiej we Francji gen. Józefa Hallera. Zmienił też nazwisko na Wróblewski.
Razem z armią Hallera powrócił do Polski. Pełnił obowiązki komendanta Wyższej Szkoły Pilotów w Ławicy pod Poznaniem. W okresie międzywojennym służył w 3 pułku lotniczym. Od maja do listopada 1925 pełnił obowiązki dowódcy 31 eskadry liniowej. Na przełomie lat dwudziestych i trzydziestych był dyrektorem Towarzystwa Komunikacji Powietrznej Aero Spółka Akcyjna w Poznaniu. Z dniem 1 listopada 1928 został przydzielony na czteromiesieczny kurs dla dowódców eskadr przy Szkole Podchorążych Lotnictwa w Dęblinie. Po 1934 został przeniesiony w stan spoczynku.
18 maja 1936 został zwerbowany przez kpt. art. Jana Chmarzyńskiego do pracy wywiadowczej na terytorium III Rzeszy pod pseudonimem „Awron”. Ze względu na świetną znajomość języka niemieckiego i francuskiego pełnił funkcję kierownika placówki wywiadowczej kryptonim „Placyda” (obserwacyjno-informacyjnej) Referatu „Zachód” Oddziału II Sztabu Głównego. Od 1 października 1936 występował oficjalnie, jako pracownik kontraktowy w Konsulacie Generalnym RP w Berlinie. 30 kwietnia 1937 został odwołany z placówki na skutek wypadku samochodowego. Mimo krótkiego okresu pełnienia obowiązków kierownika placówki, nawiązane przez niego kontakty towarzyskie, przyniosły dość znaczny plon wywiadowczy, zwłaszcza w dziedzinie lotnictwa niemieckiego.
W czasie II wojny światowej służył w Polskich Sił Powietrznych w Wielkiej Brytanii, nadano mu numer służbowy RAF P-0408. Zmarł śmiercią naturalną 17 marca 1941 w Bazie PSP w Blackpool. Pochowany na cmentarzu Layton w Blackpool.

## Ordery i odznaczenia
- Medal Lotniczy[1]
- Złoty Krzyż Zasługi (10 listopada 1938)[7][8]
- Polowa Odznaka Pilota nr 36 (11 listopada 1928)[9]
- Medal Zwycięstwa („Médaille Interalliée”)[10]

- czechosłowacka Odznaka Pilota (1929)[11]
- rumuńska Odznaka Pilota (1929)[12]